# Chvaly
Chvaly (německy Chwalla) jsou bývalá vesnice, dnes západní část čtvrti Horní Počernice a městské části Praha 20 hlavního města Prahy.

## Historie

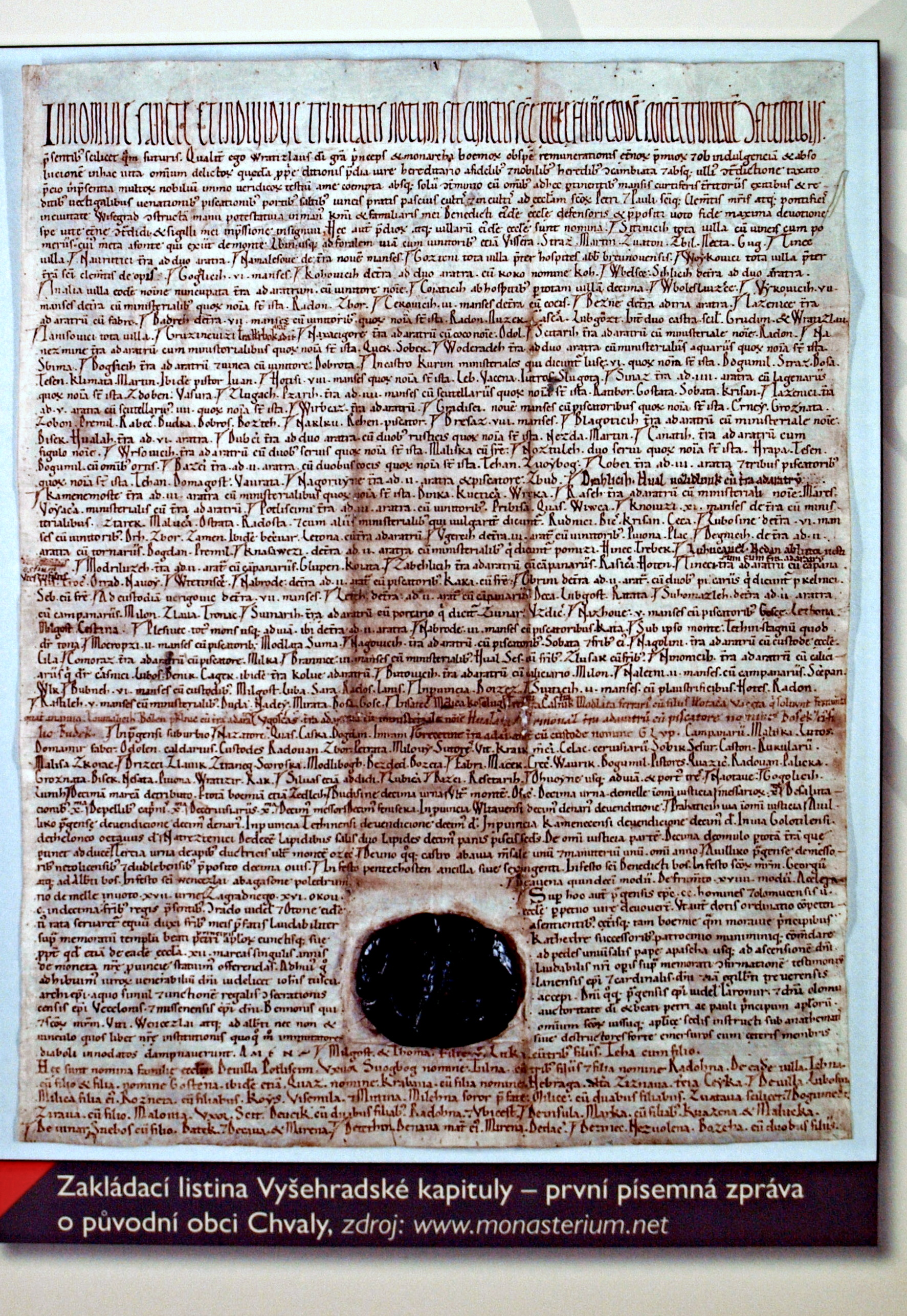
Zakládací listina Vyšehradské kapituly, kde byly Chvaly poprvé zmíněny

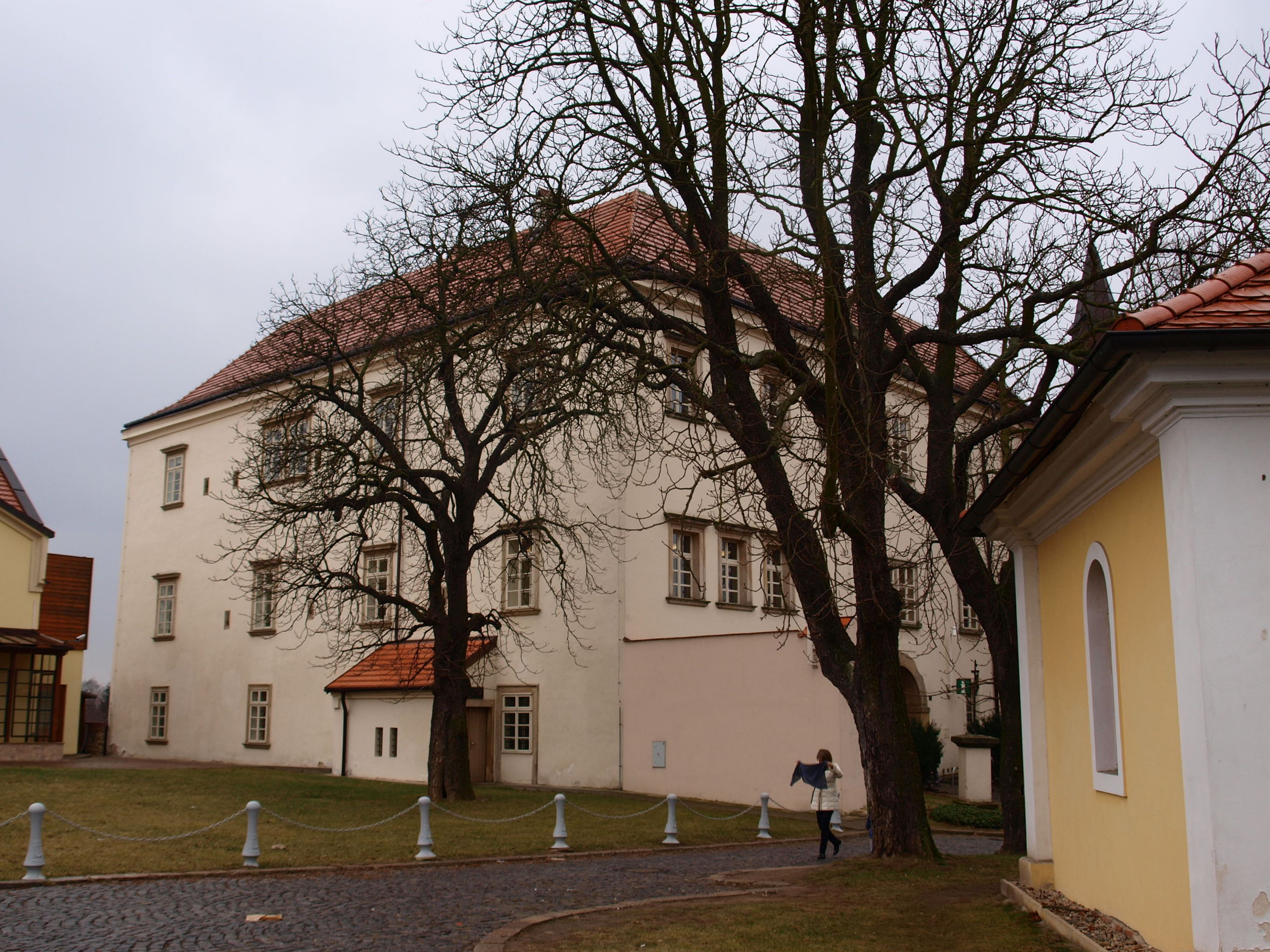
Chvalský zámek

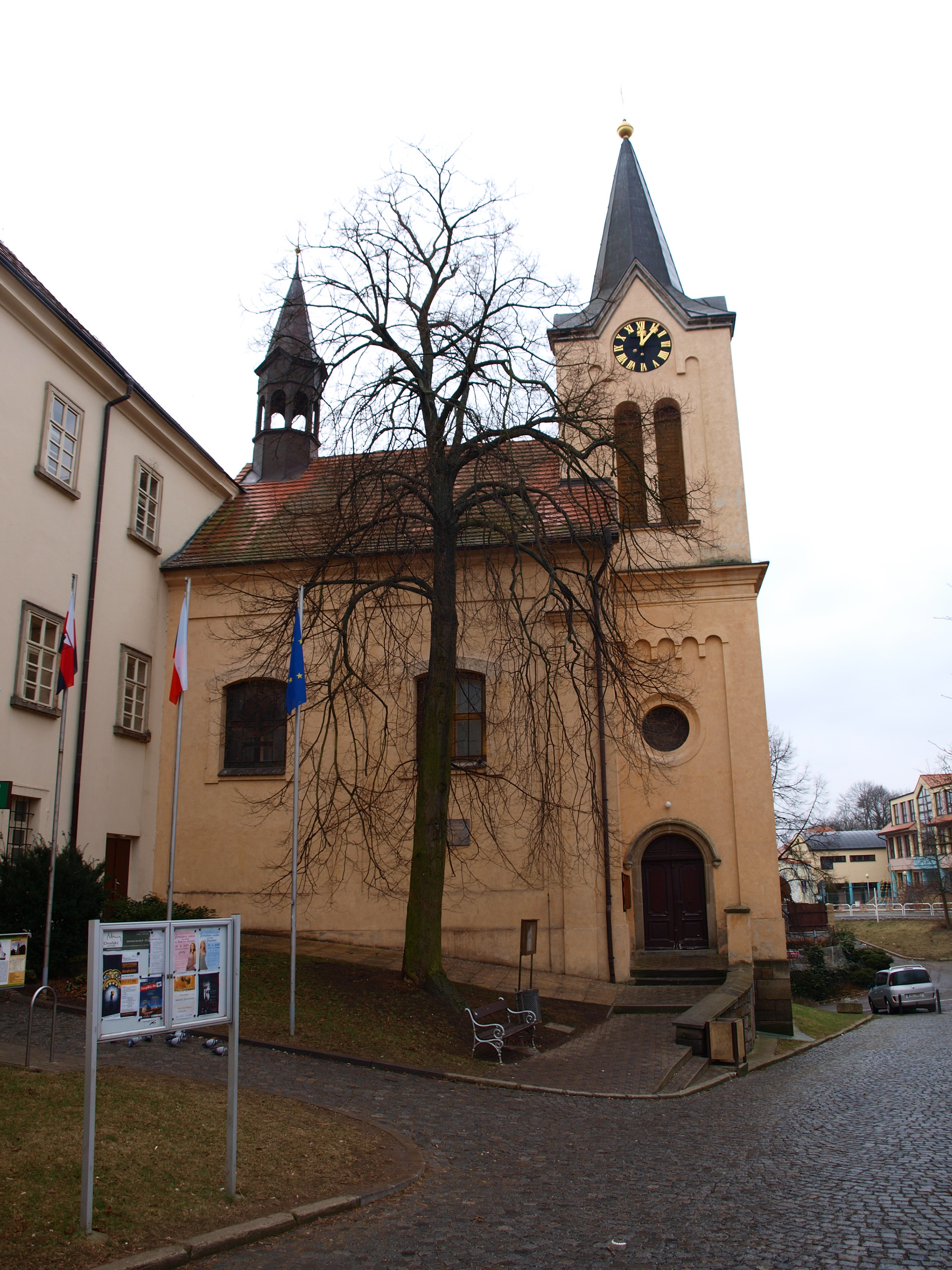
Kostel svaté Ludmily, součást zámku

### Nejstarší období
První zmínka o osídlení na území dnešních Horních Počernic, pochází z období kolem roku 4500 př. n. l. Osidlování probíhalo pravděpodobně ve dvou na sobě nezávislých proudech a časových vlnách. První proti proudu Vltavy podél Rokytky a Svépravického potoka. Druhá proti proudu řeky Labe a zde přes hřeben u Nehvizd do údolí Svépravického potoka. V tomto období se v oblasti Chval nacházejí různé kusy pazourků.

### Počátky obce a středověk
Nejstarší dochovanou písemnou zprávou o obci Chvaly je zakládací listina Vyšehradské kapituly z roku 1088, kde český král Vratislav II. zmiňuje Chvaly s 6 poplužími mezi 66 darovanými vesnicemi a osadami, jako její majetek je zmiňuje i listina knížete Soběslava I. z roku 1130.
V roce 1420 byly Chvaly byly konfiskovány Pražany a darovány kostelu sv. Michala v Opatovicích na Novém Městě. Z roku 1428 pochází nejstarší zmínka o gotické tvrzi. Mezi lety 1436 a 1462 přešly do majetku Habarta z Hartenbergu.

### Období třicetileté války
V roce 1614 koupil chvalský statek, tvrz a ves Eustachius Betengel z Neuenperka, který je však brzy prodal Jiřímu Vtelenskému ze Vtelna. Ten byl za účast na českém stavovském povstání v roce 1622 odsouzen ke ztrátě poloviny majetku, a tak bylo chvalské panství prodáno císařskému radovi a místosudímu apelačního soudu Janu Danielovi Kaprovi z Kaprštejna. Roku 1639 po vpádu Švédů zbyly z Chval jen rozvaliny, z nichž byla ves znovu vybudována; nedaleké Babice a Babičky zanikly definitivně.

### Doba pobělohorská, jezuité a období monarchie
Roku 1652 se Chvaly a Svépravice staly majetkem jezuitského řádu, který je spojil v jeden celek, k němuž roku 1675 přikoupili Šestajovice a roku 1683 dvůr v Satalicích. Roku 1734 tvrz vyhořela a jezuité ji přestavěli na renesanční zámek. V letech 1793–1794 přestavěli původní kapli svaté Anny z roku 1695 na kostel svaté Ludmily, tomu pak byla roku 1825 přistavěna v průčelí věž a roku 1875 přestavěna.
Po zrušení jezuitské koleje a zákazu řádu v roce 1773 přešel tento majetek do Zemského studijního fondu založeného pro vydržování škol, jemuž patřily až do zavedení obecního zřízení po roce 1848. Roku 1787 byla ve Chvalech zřízena škola. Roku 1790 byla přes Chvaly vybudována císařská silnice.
Demografický vývoj
Chvaly v roce 1785 měly 45 domů. Roku 1880 měly 76 domů a 630 obyvatel. Po roce 1920 došlo k mohutné vlně osidlování, v jejímž důsledku se zástavba sousedních obcí propojila. Roku 1925 byly Chvaly elektrifikovány.

### Připojení k Praze
Na základě návrhu z roku 1941 a souhlasu obcí z 13. září 1941 nařídil okresní úřad Praha-venkov k 1. únoru 1943 připojení obcí Chvaly a Svépravice (včetně Xaverova) k městysi Horní Počernice. Horní Počernice se poté roku 1969 staly městem a to bylo roku 1974 připojeno k Praze. Celé Horní Počernice mají dnes jedno společné katastrální území i řadu popisných čísel. Název Chvaly je zachován v názvu jedné z 18 hornopočernických základních sídelních jednotek; krom jádra původní vesnice zahrnuje tato ZSJ i pás nové zástavby na východě až k Jívanské a Libáňské ulici a na jihu až k dálnici D11, takže zahrnuje i převážnou část Svépravic.